# Wolfgang Krueger (Fotograf)
Wolfgang Krueger (geb. 1927 in Berlin oder in Neudamm in der Neumark; gest. nach 1989) war ein deutscher Fotograf. Er ist durch seine Fotografien aus der Nachkriegszeit bekannt geworden.

## Lebensweg
Wolfgang Krueger begann bereits als Schüler unter der fachlichen Anleitung seines Vaters Erich Otto Krueger zu fotografieren. Er konnte gelegentlich Aufnahmen an den Atlantic-Bildverlag verkaufen. Gegen Ende des Zweiten Weltkriegs wurde Krueger als Luftwaffenhelfer eingezogen. Bei seinem ersten Einsatz, an der Oder, wurde er 1945 verwundet und erlebte das Kriegsende in einem Lazarett in Bayern. Nach seiner Entlassung im Dezember 1945 beteiligte sich Wolfgang Krueger an den fotografischen Aufträgen seines Vaters Erich O. Krueger, der ihm 1946/47 den Besuch der staatlichen Fachschule für Optik und Fototechnik in Berlin ermöglichte. Nach seinem Abschluss wurde Wolfgang Krueger im Jahr 1948 Mitglied des Journalistenverbandes. Im selben Jahr zog er nach Ost-Berlin um, wo er als fester freier Mitarbeiter für den Deutschen Bauernverlag tätig wurde. Ende 1950 wechselte Krueger zur Bildabteilung des Allgemeinen Deutschen Nachrichtendienstes (ADN) und nach deren Auflösung im Jahr 1952 zur Agentur Zentralbild des ADN. Im Jahr 1968 gab Krueger aus gesundheitlichen Gründen seine Tätigkeit als Bildreporter auf und arbeitete danach im technischen Dienst des ADN weiter.
Im Jahr 1985 übernahm er das Bildarchiv seines 1956 verstorbenen Vaters Erich O. Krueger, das auch Wolfgang Kruegers eigene Fotografien aus den Jahren 1945 bis 1948 enthielt. Welche der Bilder von Erich und welche von Wolfgang Krueger stammen, lässt sich – außer aus den Erinnerungen Wolfgang Kruegers – auch anhand der Negativformate ermitteln: Während sein Vater ausschließlich eine Leica-Kleinbildkamera benutzte, wurden alle Mittelformat-Negative (4,5 × 6 cm) im Krueger'schen Fotoarchiv mit Wolfgang Kruegers Zeiss-Mittelformatkamera „Super Ikonta“ aufgenommen.